# Myornis senilis
El tapaculo cenizo (en Colombia y Perú) (Myornis senilis), también denominado tapacola cenizo (en Ecuador) o churrín gris, es una especie de ave paseriforme de la familia Rhinocryptidae, la única del género monotípico Myornis . Es nativa de los Andes del noroeste de América del Sur.

## Distribución y hábitat
Se distribuye por los Andes orientales y centrales de Colombia, hacia el sur por Ecuador (en el oeste, al sur hasta El Oro y norte de Loja), hasta Perú (extremo norte, también Andes centrales al sur hasta Huánuco y norte de Pasco).
Esta especie es considerada bastante común en su hábitat natural: el sotobosque y los bordes de bosques húmedos de alta montaña, principalmente entre 2300 y 3500 m de altitud.

## Descripción
Mide entre 14 y 14,5 cm de longitud. Su cola es comparativamente larga a los otros miembros de su familia. De color gris ceniza, ligeramente pálido por abajo y un poco canela en la parte inferior de los flancos. Los juveniles son muy diferentes, por arriba son pardo rufo y por abajo ocráceos, las alas y la cola tenuemente barradas.

## Comportamiento
Prefiere densos enmarañados de bambuzales Chusquea, donde salta y se arrastra, generalmente no en el suelo. Con frecuencia mantiene erguida la larga cola.

### Vocalización
Como los otros tapaculos, generalmente es notado por su canto, que es un trinado mecánico o un «churr» que puede durar un minuto o más (a veces una serie de estos trinados), usualmente introducidos por un agudo «chef!» o «chedef!» (este dado a veces en una serie de ritmo acelerado).

## Sistemática

### Descripción original
La especie M. senilis fue descrita por primera vez por el naturalista francés Frédéric de Lafresnaye en 1840 bajo el nombre científico Merulaxis senilis; la localidad tipo es: «Bogotá, Colombia».
El género Myornis fue descrito por el ornitólogo estadounidense Frank Michler Chapman en 1915.

### Etimología
El nombre genérico masculino «Myornis» deriva del griego «mus, muos»: ratón, y «ornis, ornithos»: pájaro; significando «pájaro semejante a un ratón»; y el nombre de la especie «senilis», proviene del latín: senil, relativo a una persona anciana.

### Taxonomía
Algunos autores han colocado esta especie en el género Scytalopus, pero puede estar más cercanamente relacionada con Merulaxis. Es monotípica.
Los estudios de genética molecular de Ericson et al., 2010 confirman la monofilia de la familia Rhinocryptidae y sugieren la existencia de dos grandes grupos dentro de la misma, de forma muy general, el formado por las especies de mayor tamaño, y el integrado por las especies menores, al que pertenece el presente género. Ohlson et al. 2013 proponen la división de la familia en dos subfamilias. El presente género pertenece a una subfamilia Scytalopodinae J. Müller, 1846, junto a Merulaxis, Eugralla, Eleoscytalopus y Scytalopus.